# Österreichische Alpine Skimeisterschaften 1933
Die Österreichischen Alpinen Skimeisterschaften 1933 fanden am 18. und 19. Februar in Kitzbühel statt.

## Herren

### Abfahrt
| Platz | Name                | Zeit       |
| ----- | ------------------- | ---------- |
| 01    | Friedl Wolfgang     | 6:40,6 min |
| 02    | Hannes Schroll      | 6:53,2 min |
| 03    | Siegfried Engl      | 7:01,0 min |
| 04    | Xaver Kraisy (DEU)  | 7:13,2 min |
| 05    | Franz Pallauro      | 7:16,4 min |
| 06    | Franz Zingerle      | 7:32,2 min |
| 07    | Richard Suitner     | 7:33,8 min |
| 08    | Christian Blattl    | 7:41,8 min |
| 09    | Roman Wörndle (DEU) | 7:43,2 min |
| 10    | Anton Bader (DEU)   | 7:45,6 min |

Datum: 18. Februar 1933

Ort: Kitzbühel

Piste: Steinbergkogel

Startzeit: 12:01 Uhr

Seehöhe Start: 1960 m

Streckenlänge: 6500 m

Höhendifferenz: 1250 m

Gewertete Läufer: 38

### Slalom
| Platz | Name                | Zeit        |
| ----- | ------------------- | ----------- |
| 01    | Anton Bader (DEU)   | 1:27,42 min |
| 02    | Franz Zingerle      | 1:28,13 min |
| 03    | Siegfried Engl      | 1:29,29 min |
| 04    | Edi Mayr            | 1:30,66 min |
| 05    | Sepp Rehrl          | 1:33,68 min |
| 06    | Christian Blattl    | 1:34,39 min |
| 07    | Julius Böhler (DEU) | 1:37,63 min |
| 08    | Willy Faude         | 1:40,28 min |
| 09    | Hannes Schroll      | 1:41,63 min |
| 10    | Erich Gallwitz      | 1:42,70 min |

Datum: 19. Februar 1933

Ort: Kitzbühel

Piste: Hauseck

Streckenlänge: 650 m

Höhendifferenz: 350 m

### Kombination
| Platz | Name               | Punkte |
| ----- | ------------------ | ------ |
| 01    | Siegfried Engl     | 96,515 |
| 02    | Franz Zingerle     | 93,900 |
| 03    | Anton Bader (DEU)  | 93,030 |
| 04    | Hannes Schroll     | 91,460 |
| 05    | Friedl Wolfgang    | 90,540 |
| 06    | Edi Mayr           | 90,545 |
| 07    | Christian Blattl   | 89,680 |
| 08    | Sepp Rehrl         | 89,570 |
| 09    | Xaver Kraisy (DEU) | 88,045 |
| 10    | Franz Pallauro     | 87,130 |

## Damen

### Abfahrt
| Platz | Name                 | Zeit        |
| ----- | -------------------- | ----------- |
| 01    | Elli Stiller         | 06:27,0 min |
| 02    | Grete Alt-Lantschner | 06:42,8 min |
| 03    | Käthe Lettner        | 06:58,2 min |
| 04    | Wendy Tarbutt (GBR)  | 07:06,4 min |
| 05    | Gerda Paumgarten     | 07:14,6 min |
| 06    | Trude Hermann        | 07:16,8 min |
| 07    | Hedy Hellriegl       | 07:19,8 min |
| 08    | Birnie Duthie (GBR)  | 07:25,6 min |
| 09    | Else Reinstaller     | 07:52,0 min |
| 10    | Ella Maillart (SUI)  | 08:15,2 min |

Datum: 18. Februar 1933

Ort: Kitzbühel

Piste: Steinbergkogel

Startzeit: 11:01 Uhr

Seehöhe Start: 1600 m

Streckenlänge: 4500 m

Höhendifferenz: 900 m

Gewertete Läuferinnen: 24

### Slalom
| Platz | Name                 | Zeit        |
| ----- | -------------------- | ----------- |
| 01    | Gerda Paumgarten     | 2:18,67 min |
| 02    | Birnie Duthie (GBR)  | 2:20,02 min |
| 03    | Grete Alt-Lantschner | 2:21,41 min |
| 04    | Wendy Tarbutt (GBR)  | 2:24,40 min |
| 05    | Hedy Hellriegl       | 2:26,41 min |
| 06    | Mariele Weiß (DEU)   | 2:47,16 min |
| 07    | Käthe Lettner        | 2:55,78 min |
| 08    | Lisbeth Polland      | 2:56,92 min |
| 09    | Trude Hermann        | 3:00,08 min |
| 10    | Ella Maillart (SUI)  | 3:00,81 min |

Datum: 19. Februar 1933

Ort: Kitzbühel

Piste: Hauseck

Streckenlänge: 650 m

Höhendifferenz: 350 m

### Kombination
| Platz | Name                 | Punkte |
| ----- | -------------------- | ------ |
| 01    | Grete Alt-Lantschner | 97,225 |
| 02    | Gerda Paumgarten     | 94,520 |
| 03    | Wendy Tarbutt (GBR)  | 93,415 |
| 04    | Birnie Duthie (GBR)  | 92,970 |
| 05    | Hedy Hellriegl       | 91,365 |
| 06    | Käthe Lettner        | 85,730 |
| 07    | Trude Hermann        | 82,810 |
| 08    | Mariele Weiß (DEU)   | 78,850 |
| 09    | Ella Maillart (SUI)  | 77,440 |
| 10    | Helen Blane (GBR)    | 75,430 |